# جنيف (نيويورك)
جنيف (بالإنجليزية: Geneva, New York)‏ هي مدينة تقع في الولايات المتحدة في نيويورك (ولاية). يقدر عدد سكانها بـ 13,261 نسمة .

## التركيبة السكانية
حدّد مكتب تعداد الولايات المتحدة بيانات التركيبة السكانية لجنيف في تعداد الولايات المتحدة. في ما يلي، التركيبة السكانية حسب تعدادي 2000 و2010.

### تعداد عام 2000
بلغ عدد سكان جنيف 13,617 نسمة بحسب تعداد عام 2000، وبلغ عدد الأسر 5,014 أسرة وعدد العائلات 2,933 عائلة مقيمة في المدينة. في حين سجلت الكثافة السكانية 900 نسمة لكل كيلومتر مربع (2,331.0/ميل2). وبلغ عدد الوحدات السكنية 5,564 وحدة بمتوسط كثافة قدره 367.7 لكل كيلومتر مربع (952.3/ميل2).
وتوزع التركيب العرقي للمدينة بنسبة 81.52% من البيض و10.22% من الأمريكيين الأفارقة و0.25% من الأمريكيين الأصليين و1.23% من الأمريكيين ذوي الأصول الآسيوية و0.05% من سكان جزر المحيط الهادئ و3.39% من الأعراق الأخرى و3.34% من عرقين مختلطين أو أكثر و8.50% من الهسبانيون أو اللاتينيون من أي عرق.
بلغ عدد الأسر 5,014 أسرة كانت نسبة 32% منها لديها أطفال تحت سن الثامنة عشر تعيش معهم، وبلغت نسبة الأزواج القاطنين مع بعضهم البعض 38.6% من أصل المجموع الكلي للأسر، ونسبة 15.9% من الأسر كان لديها معيلات من الإناث دون وجود شريك، بينما كانت نسبة 4% من الأسر لديها معيلون من الذكور دون وجود شريكة وكانت نسبة 41.5% من غير العائلات. تألفت نسبة 34.1% من أصل جميع الأسر من عدة أفراد يعيشون في نفس المنزل ونسبة 14.8% كانت تتألف من شخص يعيش بمفرده يبلغ من العمر 65 عاماً أو أكثر. وبلغ متوسط حجم الأسرة المعيشية 2.35، أما متوسط حجم العائلات فبلغ 3.03.
بلغ العمر الوسطي للسكان 31.8 عاماً. وكانت نسبة 23.2% من القاطنين تحت سن الثامنة عشر، وكانت نسبة 7.3% بين الثامنة عشر والرابعة والعشرين عاماً، ونسبة 24.1% كانت واقعةً في الفئة العمرية ما بين الخامسة والعشرين والرابعة والأربعين عاماً، ونسبة 17.9% كانت ما بين الخامسة والأربعين والرابعة والستين، ونسبة 14.2% كانت ضمن فئة الخامسة والستين عاماً فما فوق. يوجد لكل 100 أنثى 88.0 ذكر، ويوجد لكل 100 أنثى في الثامنة عشر من عمرها فما فوق 84.8 ذكر.
بلغ متوسط دخل الأسرة في المدينة 31,600 دولارًا، أما متوسط دخل العائلة فبلغ 41,224 دولارًا. وكان متوسط دخل الذكور 31,315 دولارًا مقابل 23,054 دولارًا للإناث. وسجل دخل الفرد الخاص بالمدينة 15,609 دولارًا. وكانت نسبة 13.7% من العائلات ونسبة 17.5% من السكان تحت خط الفقر، وكان من هؤلاء نسبة 27.2% تحت سن الثامنة عشر ونسبة 7.8% في الخامسة والستين من العمر وما فوق.

### تعداد عام 2010
بلغ عدد سكان جنيف 13,261 نسمة بحسب تعداد عام 2010، وبلغ عدد الأسر 4,936 أسرة وعدد العائلات 2,751 عائلة مقيمة في المدينة. في حين سجلت الكثافة السكانية 876.5 نسمة لكل كيلومتر مربع (2,270.1/ميل2). وبلغ عدد الوحدات السكنية 5,486 وحدة بمتوسط كثافة قدره 362.6 لكل كيلومتر مربع (939.1/ميل2).
وتوزع التركيب العرقي للمدينة بنسبة 77.28% من البيض و10.47% من الأمريكيين الأفارقة و0.32% من الأمريكيين الأصليين و1.70% من الأمريكيين ذوي الأصول الآسيوية و0.04% من سكان جزر المحيط الهادئ و5.50% من الأعراق الأخرى و4.70% من عرقين مختلطين أو أكثر و13.17% من الهسبانيون أو اللاتينيون من أي عرق.
بلغ عدد الأسر 4,936 أسرة كانت نسبة 29% منها لديها أطفال تحت سن الثامنة عشر تعيش معهم، وبلغت نسبة الأزواج القاطنين مع بعضهم البعض 34.2% من أصل المجموع الكلي للأسر، ونسبة 17.1% من الأسر كان لديها معيلات من الإناث دون وجود شريك، بينما كانت نسبة 4.5% من الأسر لديها معيلون من الذكور دون وجود شريكة وكانت نسبة 44.3% من غير العائلات. تألفت نسبة 36% من أصل جميع الأسر من عدة أفراد يعيشون في نفس المنزل ونسبة 13.6% كانت تتألف من شخص يعيش بمفرده يبلغ من العمر 65 عاماً أو أكثر. وبلغ متوسط حجم الأسرة المعيشية 2.29، أما متوسط حجم العائلات فبلغ 2.98.
بلغ العمر الوسطي للسكان 31.7 عاماً. وكانت نسبة 20.4% من القاطنين تحت سن الثامنة عشر، وكانت نسبة 22.2% بين الثامنة عشر والرابعة والعشرين عاماً، ونسبة 20.7% كانت واقعةً في الفئة العمرية ما بين الخامسة والعشرين والرابعة والأربعين عاماً، ونسبة 22.8% كانت ما بين الخامسة والأربعين والرابعة والستين، ونسبة 14% كانت ضمن فئة الخامسة والستين عاماً فما فوق. وتوزع التركيب الجنسي للسكان بنسبة 46.8% ذكور و53.2% إناث.

## أعلام
- روبرت إل. فوروارد
- هنري كيج
- ويليام روبرت بروكس
- ديفيد بيتس دوجلاس
- توم تشاترتون
- جدعون لي
- جون نيكولاس
- جورج كاميرون ستون
- ناثان وليامز
- مايكل أ. هوفمان الثاني